# L'Aubert (Tavertet)
L'Albert o l'Aubert és un mas a mig camí dels nuclis de Cantonigròs i Tavertet (Osona) a poc menys de dos-cents metres al NO del mas de la Serra.

## Arquitectura
Masia de planta quadrada coberta a dues vessants amb el carener paral·lel a la façana situada a migdia. L'edifici presenta un petit annex a la façana est, i un de gran a la planta baixa de la façana oest. S'observen diverses fases constructives. Les obertures no presenten cap eix de composició aparent, i moltes d'elles estan molt reformades recentment. Els escaires i els emmarcaments de les obertures són de pedra picada. A l'interior, la llinda del portal d'entrada està datada (1683), i una altra al portal de la cuina (1786). La part més antiga presenta ràfecs de llosa.

## Història
Masia del segle xvii. Es diu que junt amb la Torre de la Vall, és la casa més antiga de Tavertet. Va ésser cremada per les tropes franceses, en la Guerra dels Segadors, segons el diari de Joan de la Guàrdia. Es troba registrada en els fogatges del "Terme y quadra del Castell de Cererolls fogajat a 5 d'octubre 1553 per Sagimon Trasserra balle com apar en cartes 222" on apareix un tal "Bertomeu Brugaroles sta al MasAlbert".